# شهرستان کین (یوتا)

شهرستان کین، یوتا (به انگلیسی:Kane) یکی از شهرستان‌های جنوبی ایالت یوتا در آمریکاست. جمعیت این شهرستان در سال ۲۰۱۰ بر طبق گزارشان برابر بود با ۷.۱۲۵ نفر. همچنین مساحتش ۱۰.۶۴۰ کیلومترمربع برآورد شده.
نام کین برگرفته شده از نام سرهنگ توماس ال. کین گرفته شده و همچنین مرکز این شهرستان کاناب نام دارد.

## پیوند
- وب‌گاه رسمی